# Helius (Helius) longirostris ussuriensis
Helius (Helius) longirostris ussuriensis is een ondersoort van de tweevleugelige Helius (Helius) longirostris uit de familie steltmuggen (Limoniidae). De ondersoort komt voor in het Palearctisch gebied.